# Alain Geiger
Alain Geiger (Uvrier, Švicarska, 5. studenog 1960.) je švicarski nogometni trener te bivši nogometaš i umirovljeni nacionalni reprezentativac. Njegov sin Bastien također je nogometaš.

## Karijera

### Klupska karijera
Geiger je gotovo cijelu igračku karijeru proveo u domovini, izuzev dvije sezone u AS Saint-Étienneu. Kao igrač, osvojio je četiri švicarska prvenstva s tri različita kluba (Sion, Servette i Neuchâtel Xamax). Karijeru je prekinuo 1997. kao igrač Grasshoppera.

### Reprezentativna karijera
Igrač je za Švicarsku debitirao 19. studenog 1980. u gostujućem 2:1 porazu od Engleske igranom na Wembleyju. Član nacionalne selekcije bio je 16 godina i u tom razdoblju je odigrao 112 utakmica. Predvodio je švicarsku reprezentaciju kao kapetan na Svjetskom prvenstvu 1994. i EURU 1996.

### Trenerska karijera
Odmah nakon igračkog povlačenja, Geiger je preuzeo vođenje juniorskog sastava Grasshoppera. Kao trener Neuchâtel Xamaxa, pomogao je u razvoju mladih afričkih talenata kao što su Timothée Atouba, Henri Camara i Papa Bouba Diop te je spašavao klub od ispadanja u niži rang.
Do 2006. godine je vodio švicarske klubove a nakon toga je preuzeo marokanski Olympique Safi. Klub je u sezoni 2006./07. uspio zadržati u prvoj ligi ali je završetkom sezone ipak napustio momčad.
U siječnju 2010. preuzeo je alžirski JS Kabylie ali ga je napustio već 14. prosinca iste godine. Tijekom tog razdoblja s klubom je stigao do polufinala Afričke Lige prvaka gdje je izgubio od kongoanskog TP Mazembea (kasnijeg pobjednika natjecanja).
Alžirski ES Sétif imenovao ga je trenerom 23. rujna 2011. a s njima je osvojio dvostruku krunu odnosno nacionalno prvenstvo i kup. Posljednji momčad koju je Geiger vodio bila je saudijski Ettifaq kojeg je napustio relativno brzo iako je s njime potpisao dvogodišnji ugovor.

## Osvojeni trofeji

### Igrački trofeji
| Klub            | Trofej              | Godina / sezona |
| Švicarska       | Švicarska           | Švicarska       |
| --------------- | ------------------- | --------------- |
| Sion            | Švicarski kup       | 1980.           |
| Servette        | Švicarski kup       | 1984.           |
| Servette        | Švicarsko prvenstvo | 1984./85.       |
| Neuchâtel Xamax | Švicarsko prvenstvo | 1986./87.       |
| Neuchâtel Xamax | Švicarsko prvenstvo | 1987./88.       |
| Sion            | Švicarski kup       | 1991.           |
| Sion            | Švicarsko prvenstvo | 1991./92.       |

### Trenerski trofeji
| Klub     | Trofej             | Godina / sezona |
| Alžir    | Alžir              | Alžir           |
| -------- | ------------------ | --------------- |
| ES Sétif | Alžirsko prvenstvo | 2011./12.       |
| ES Sétif | Alžirski kup       | 2012.           |

## Vanjske poveznice
- National Football Teams.com